# Kanton Poitiers-5
Der Kanton Poitiers-5 ist seit 1973 ein französischer Wahlkreis für die Wahl des Départementrats im Arrondissement Poitiers, im Département Vienne und in der Region Nouvelle-Aquitaine. Sein Bureau centralisateur befindet sich in Poitiers.

## Gemeinden
Der Kanton besteht aus drei Gemeinden und Gemeindeteilen mit insgesamt 22.532 Einwohnern (Stand: 1. Januar 2022) auf einer Gesamtfläche von 39,54 km²:
| Gemeinde          | Einwohner 1. Januar 2022 | Fläche km² | Dichte Einw./km² | Code INSEE | Postleitzahl |
| ----------------- | ------------------------ | ---------- | ---------------- | ---------- | ------------ |
| Ligugé            | 3.429                    | 22,77      | 151              | 86133      | 86240        |
| Poitiers          | 11.797                   | 3,19       | 3.698            | 86194      | 86000        |
| Saint-Benoît      | 7.306                    | 13,58      | 538              | 86214      | 86280        |
| Kanton Poitiers-5 | 22.532                   | 39,54      | 570              | 8617       | –            |

1. ↑   Nur der südliche Teil der Gemeinde, der Rest verteilt sich auf die Kantone Poitiers-1, Poitiers-2, Poitiers-3 und Poitiers-4.

Bis zur landesweiten Neuordnung der französischen Kantone im März 2015 gehörten zum Kanton Poitiers-5 die fünf Gemeinden Croutelle, Fontaine-le-Comte, Ligugé, Poitiers und Vouneuil-sous-Biard. Er besaß vor 2015 einen anderen INSEE-Code als heute, nämlich 8635.